# Der fliegende Holländer
Le Vaisseau fantôme ou Le Hollandais volant
Pour le vaisseau fantôme, voir Le Hollandais volant.
Personnages
- Le Hollandais (baryton-basse)
- Daland, capitaine norvégien (basse)
- Senta, sa fille (soprano)
- Eric, chasseur et fiancé de Senta (ténor)
- Mary, nourrice de Senta (mezzo-soprano)
- Le timonier de Daland (ténor)

Airs
- Ouverture
- Mit Gewitter und Sturm aus fernem Meer (Le timonier de Daland) — Acte I
- Die Frist ist um (Holländer) — Acte I
- Summ und Brumm (Jeunes filles) — Acte II
- Johohoe! Traft ihr das Schiff im Meere an (Senta) — Acte II
- Steuermann, laß die Wacht! (Matelots norvégiens) — Acte III

Der fliegende Holländer  — Le Hollandais volant, en français Le Vaisseau fantôme — est un opéra allemand de Richard Wagner, créé en 1843
Quatrième opéra de Richard Wagner, il marque encore une transition entre le style dominant de l'opéra de la première moitié du XIXe siècle et la révolution formelle à laquelle aspirait le compositeur ; on y retrouve cependant déjà certains des grands thèmes de l'univers wagnérien : l'errance, l'arrivée d'un personnage inconnu, le sacrifice et la rédemption par l'amour.
L'opéra fut créé le 2 janvier 1843 à Dresde. En 1860, Wagner révisera partiellement la partition, notamment le finale, afin d'insister sur l'idée de rédemption.
Il dure environ deux heures quinze, sans interruption.

## Historique

### Inspiration
Il semble que ce soit dans un récit de voyages en mer par l'Écossais John MacDonald intitulé Travels in various part of Europe, Asia and Africa during a serie of thirty years and upward publié en 1790 que figure pour la première fois une assez courte référence au « Flying Dutchman ». Il y est fait état d'une croyance superstitieuse propagée par les marins à la suite du naufrage d'un vaisseau de guerre hollandais durant une tempête, vaisseau qui serait par la suite brièvement apparu sous une forme fantomatique à son ancien bâtiment d'accompagnement.
Mais il faut attendre 1821 pour voir publier une version écrite détaillée de la légende dans un journal britannique. Ce qui parait en être la première version française a été publiée par Auguste Jal en 1832. Elle peut être résumée de la façon suivante :
Un navire hollandais est pris dans une violente tempête alors qu'il tente de franchir le cap de Bonne-Espérance. L'équipage supplie le capitaine de chercher un abri mais il refuse et s'enferme dans sa cabine pour fumer et boire. La tempête s'aggravant encore, le capitaine défie le ciel de couler le navire. Une forme lumineuse se matérialise à bord du bâtiment devant l'équipage terrorisé. Le capitaine injurie alors l'apparition, braque sur elle un pistolet et tire, mais l'arme lui explose dans la main. Une voix s'élève alors pour lui déclarer : « Puisqu'il te plaît tant de tourmenter les marins, tu les tourmenteras, car tu seras le mauvais esprit de la mer. Ton navire apportera l'infortune à ceux qui le verront. » Cette légende inspira, en 1834, une nouvelle au poète allemand Heinrich Heine, Mémoires de Monsieur de Schnabelewopski, qui, mêlée à d'autres éléments de la légende, servit de thème au livret de l'opéra de Richard Wagner.

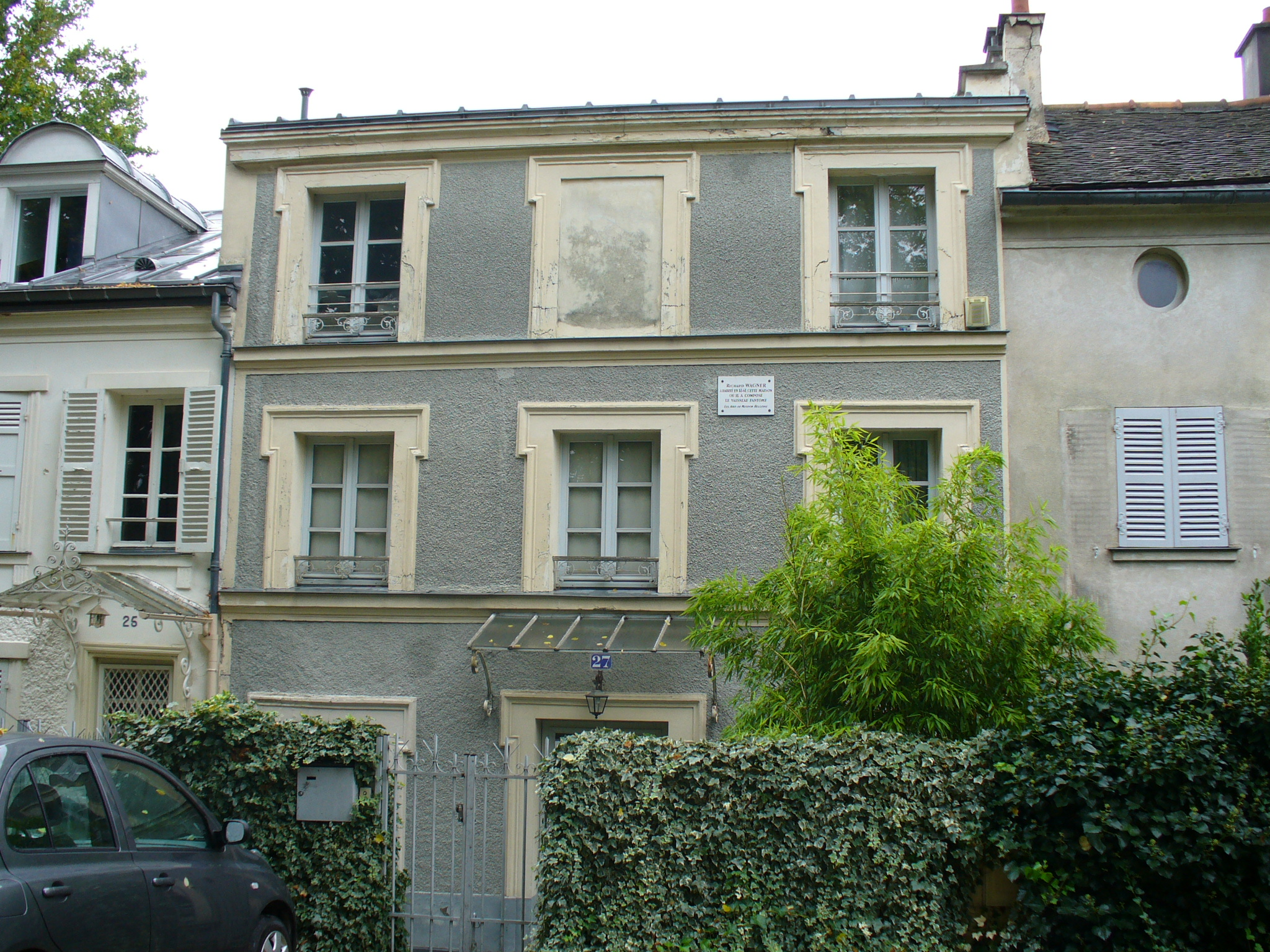
Maison de Meudon en France où fut achevé l'opéra.

Wagner est enthousiasmé par le sujet quand en 1838 il lit pour la première fois à Riga Mémoires de Monsieur de Schnabelewopski de Heine, où un capitaine fantomatique est voué à naviguer sur les mers pour toujours afin de racheter l'amour d'une femme. Malgré son enthousiasme pour cette légende, il ne rédige pas immédiatement d'esquisse sur le sujet, ce n'est que durant son voyage avec sa famille vers Paris que la créativité de Wagner est réveillée. Il embarque à bord d'un navire de commerce en direction de l'Angleterre. Le 27 juillet, une terrible tempête éclate et le 29 juillet, le capitaine du navire est obligé de faire une escale dans un fjord norvégien : Sandvika,,. C'est là que Wagner entend les cris et les chants des marins locaux qui deviendront le futur chant des marins de son opéra, c'est aussi là qu'il entend le terme « tjenta » (littéralement : « servante ») qui deviendra le nom de l'héroïne de son opéra : « Senta ».

### Composition

#### Composition initiale
À la fin de l'hiver 1840, Wagner commence à composer quelques thèmes comme La Ballade de Senta (Ballade du Vaisseau fantôme). Léon Pillet, directeur du Grand Opéra de Paris est séduit par l'idée du Hollandais volant et demande à Wagner de lui céder son plan pour en donner le livret à Paul Foucher (beau-frère de Victor Hugo) et la musique à Louis-Phillippe Dietsch. Wagner abandonne son Hollandais volant en France et a pour projet de composer la musique et le livret d'un Hollandais volant pour l'Allemagne. Entre le 18 et le 28 mai 1841, le manuscrit du Hollandais volant est terminé et Wagner en composa la musique en sept semaines.

#### Révision de 1860
En 1860, Wagner révisa partiellement la partition notamment l'ouverture, et le finale en insistant sur l'idée de rédemption (à la manière de Tristan und Isolde ou du Ring), en effet le thème de la rédemption ne fait son apparition qu'en 1860 lors d'un concert donné à Paris.

### Création
L'opéra est terminé, il faut le faire jouer : Wagner le propose à Leipzig, Berlin et Munich, où il est refusé. Il est accepté à Dresde, mais n'est représenté que quatre fois, malgré l'enthousiasme du public.
L'opéra est créé le 2 janvier 1843, à Dresde, au Königlich Sächsisches Hoftheater, sous la direction du compositeur.
Wilhelmine Schröder-Devrient joue le rôle de Senta et elle est considérée comme la seule actrice convaincante de la distribution ; Wagner est alors déçu de ne pas avoir apporté plus de soin au choix de ses chanteurs,.
L'opéra est créé pour la première fois en France en 1893 à l'Opéra de Lille, pour la première fois aux États-Unis à New York le 8 novembre 1876 et pour la première fois en Grande-Bretagne le 23 juillet 1870 au théâtre de Drury Lane à Londres.

## Présentation
- Titre original : Der fliegende Holländer
- Titre français : Le Vaisseau fantôme ou Le Hollandais volant
- Genre : Opéra romantique en trois actes
- Durée : environ 135 minutes
- Numéro de catalogue : Wagner-Werk-Verzeichnis 63
- Livret du compositeur, d’après les Mémoires de Monsieur de Schnabelewopski d’Heinrich Heine[18]
- Langue : Allemand
- Dates de composition :
  - Livret : Esquisse en français de mai à juillet 1840, rédaction de mai à juillet 1841[19]
  - Musique : De mai à juillet 1840 et de mai à novembre 1841[19]
- Dédicataire : Ida von Lüttichau
- Création : Königlich Sächsisches Hoftheater, Dresde, 2 janvier 1843, sous la direction du compositeur.
  - Entrée au répertoire du Festival de Bayreuth : 1901. Direction musicale : Felix Mottl[20]
- Éditeur : B. Schott’s Söhne, Mayence

### Personnages
- Le Hollandais (baryton-basse) : Ce personnage vit dans un univers mythique (il est condamné à errer sur les mers), de ses colères ressort un sentiment de lassitude. Le rôle, vocalement hybride (Fa # grave au fa aigu), est fait pour une basse capable de monter dans les notes aiguës ou un baryton au registre grave plus long, puissant et facile que celui d'un vrai baryton. L'interprète doit pouvoir utiliser tout son timbre pour permettre de faire ressortir le désespoir et la violence quand le compositeur le demande[21],[22].
- Daland, un riche marchand norvégien (basse) : Ce personnage est la figure du père qui même s'il est attiré par l'or, vend sa fille à un marin inconnu. Ce rôle est joué par une basse qui doit pouvoir utiliser la technique du bel canto[23],[22],[24].
- Senta (soprano) : C'est la fille de Daland, c'est un être qui fuit la réalité et préfère le surnaturel. Son rôle est joué par une soprano possédant une grande tessiture (du si bémol grave au si aigu), ce rôle exigeant nécessite d'être interprété par une grande voix de soprano lyrique[21],[22], Le nom Senta s'inspire du mot traditionnel tjenta qui signifie une servante[25].
- Erik (ténor) : C'est un chasseur et aussi le fiancé de Senta, il est l'incarnation de l'amour « banal ». Ce rôle doit être joué par un ténor lyrique[23].
- Mary (mezzo-soprano) : C'est la nourrice de Senta. Bien que son rôle soit court, il nécessite une voix d'alto puissante[23].
- Le pilote de Daland (ténor) : Le pilote a une grande importance psychologique, c'est le gardien des hommes. Au niveau musical son rôle n'apporte que du beau chant et des mélodies apaisantes, il doit être interprété par un ténor léger (jusqu'au si bémol aigu)[23],[24].
- Matelots norvégiens, l’équipage du Hollandais volant, jeunes filles.

### Orchestration
L'effectif orchestral comprend : 1 piccolo, 2 flûtes, 2 hautbois, 1 cor anglais, 2 clarinettes, 2 bassons ; 4 cors, 4 trompettes, 3 trombones, 1 tuba ; timbales, machine à vent, tam-tam ; harpe, violons, altos, violoncelles, contrebasses.
| Instrumentation de Der Fliegende Holländer                                       |
| Cordes                                                                           |
| premiers violons, seconds violons, altos, violoncelles, contrebasses, harpe      |
| Bois                                                                             |
| 1 piccolos, 2 flûtes, 2 hautbois, 1 cor anglais 2 clarinettes en si ♭, 2 bassons |
| Cuivres                                                                          |
| 4 cors en mi ♭, 4 trompettes 3 trombones, 1 tuba                                 |
| Percussions                                                                      |
| timbales, tam-tam, machine à vent                                                |

## Argument
L'ouverture est remarquable ; c'est la première fois que Wagner emploie réellement et avec brio le leitmotiv dans une ouverture d'opéra dont la fonction sera dorénavant de résumer l'action. L'ouverture commence ex abrupto par le motif vif, féroce, et orageux du Hollandais volant, l'orchestration atteint déjà un degré de fureur incroyable. Mais le navire mouille sur une côte et l'orchestre s'apaise peu à peu. Le motif du Hollandais est réexposé piano: il espère briser la malédiction. Introduction du motif de Senta (extrait de sa « ballade »).

### Acte I
Pris dans une tempête, le vaisseau norvégien de Daland est obligé de mouiller dans une baie de la côte norvégienne loin de leur village, alors que Daland se voyait déjà retourner auprès de sa fille Senta. Laissant son pilote veiller, Daland va se reposer. Le pilote, exténué, tente de se tenir éveillé en chantant, mais terrassé par la fatigue il s'endort.
Le vaisseau maudit du Hollandais arrive, voiles rouges, mâts et coque noirs. Dans un grand air très dramatique ('Récit du Hollandais' : 'Die Frist ist um'), le Hollandais se désespère de son sort qui l'oblige à errer sans cesse sur les océans pour l'éternité, à cause du blasphème qu'il proféra un jour de tempête lors du franchissement difficile d'un cap. Sur la prière de son ange gardien, il lui a été accordé de pouvoir toucher terre tous les sept ans, et si alors une femme se révèle capable de l'aimer de manière absolue, jusque dans la mort, il pourra enfin mourir et connaître la paix, et son équipage avec lui.
Daland se réveille, remarque l'arrivée du vaisseau du Hollandais, sermonne son pilote qui se réveille en sursaut, voit le navire, et hèle quelqu'un. Le Hollandais revient, Daland et lui se saluent ; dans la discussion le Hollandais demande à Daland s'il a une fille, si elle est honnête et fidèle. Sur la réponse affirmative de Daland, il la demande en mariage, en échange des immenses richesses que transporte son bateau. L'accord est bientôt scellé, et la tempête calmée, la douce brise du sud se levant, les deux navires reprennent leur route.

### Acte II
Au village, les femmes attendent le retour des marins, en filant la laine ('Chœur des Fileuses'). Les jeunes femmes demandent à Mary de chanter la ballade du Hollandais, elle s'y refuse vigoureusement car cela porte malheur. Senta chante alors elle-même la complainte du Hollandais, malgré les protestations de Mary. Elle est obsédée par le personnage, dont un portrait imaginaire en peinture figure sur un mur de la maison. Peu à peu gagnée par l'exaltation de son chant, profondément pénétrée de compassion pour le sort du malheureux marin damné, elle décide que ce sera elle la salvatrice du Hollandais et aucune autre. Survient Erik, qui supplie sa promise de revenir à la raison, mais en vain.
Soudain, Daland et le Hollandais paraissent sur le seuil. Senta est médusée à la vue du Hollandais, qui est trait pour trait celui du tableau. Daland fait les présentations et annonce à Senta qu'il l'a promise en mariage à l'étranger. Senta et le Hollandais restent silencieux, les yeux dans les yeux. Daland alors s'éclipse en faisant sortir tout le monde.
Senta et le Hollandais se découvrent et se rapprochent. Quand le Hollandais lui demande si elle acceptera la volonté de son père elle lui promet un amour indéfectible. Daland et sa maisonnée reviennent : réjouissance générale.

### Acte III
Sur le port. Le vaisseau du Hollandais domine le quai. Les matelots de Daland célèbrent leur retour avec leurs épouses, fiancées et amies. On chante, on boit, on danse. Le pilote, auquel se joint la foule, tente de faire sortir l'équipage du Hollandais pour se joindre aux réjouissances. Les marins maudits répondent par un chant lugubre et effrayant : tout le monde s'enfuit plein d'effroi.
Senta arrive, poursuivie par Erik qui essaie une dernière fois de convaincre sa promise de renoncer au Hollandais en lui rappelant leurs engagements et en lui racontant un épouvantable cauchemar qu'il a fait où tout le monde courait à sa perte ("Le Rêve d'Erik"). Le Hollandais arrive, se méprend sur la présence ensemble de Senta et Erik. Influencé par le souvenir de ses aventures passées, il croit la jeune fille infidèle "comme toutes les autres".
Il la rejette et lui révèle officiellement son identité. N'ayant pas encore juré fidélité, Senta n'est pas liée au Hollandais. Il lui présente cela comme salvateur pour elle, monte sur son navire et appareille sur le champ, persuadé que son sort est scellé pour l'éternité. Le bateau s'éloigne rapidement. Dans certaines mises en scène, Senta se jette à la mer et on voit alors sombrer le navire fantôme, et s'élever dans les cieux Senta et le Hollandais enfin racheté par l'amour de la jeune fille, tous deux unis par l'amour pour l'éternité. Dans la production de 2021 de Willy Decker à l'Opéra de Paris, la foule empêche Senta de rejoindre le navire. Elle se poignarde. Une jeune femme s'empare du portrait du Hollandais, qu'elle fixe avec fascination, indiquant que la malédiction se perpétue.

## Analyse musicale

### Structure
L'opéra est composé d'une ouverture et de trois actes, chacun subdivisé en plusieurs scènes .
L'ouverture est distincte du premier acte, avec lequel elle ne s'enchaîne pas (contrairement à ce que Wagner fera pour Tannhäuser, Tristan et Isolde, Les Maîtres-Chanteurs de Nuremberg, Parsifal)
En revanche, les trois actes doivent normalement s'enchaîner sans interruption. Toutefois, il arrive que certaines maisons d'opéra séparent les actes.
- Ouverture
- Acte I :
  - no 1 - Introduction
  - no 2 - Récitatif et air
  - no 3 - Scène, duo et chœur
- Acte II :
  - no 4 - Scène, chanson et ballade
  - no 5 - Duo
  - no 6 - Finale
- Acte III :
  - no 7 - Scène et chœur
  - no 8 - Finale

### Ouverture
L'ouverture de l'opéra est la dernière partie à être composée, elle se veut un résumé de l'opéra. Elle dure une douzaine de minutes et sa forme en trois parties est facilement distinguable.

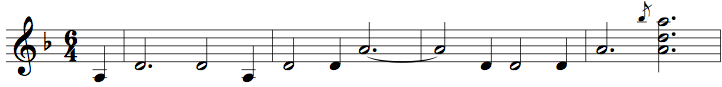
(Premier) Leitmotiv du Hollandais.

Les mesures 1 à 96 présentent les leitmotive qui sont attachés aux deux personnages principaux. Le début en ré mineur accompagné seulement d'une quinte, on ne connait alors pas dans ces premières mesures le mode exact de l'œuvre (cette quinte peut être accompagné d'une tierce majeure ou mineur), ce début symbolise les tribulations du Hollandais et il reviendra précéder chaque apparition du vaisseau fantôme. À la mesure 3, le motif du Hollandais est exposé pour la première fois par les cors et bassons, en nuance forte, molto marcato, le motif est seulement construit sur des intervalles de quarte et de quinte, ces intervalles caractéristiques suffiront bien souvent à évoquer le personnage du Hollandais.
Ensuite, viennent sept mesures de chromatisme ascendant jouées par les cordes graves en crescendo qui amènent un fortissimo annonçant la tempête qui va arriver. À la mesure 26 apparaît le leitmotiv associé à l'errance du Hollandais, suivit quelques mesures après de nouveau par le motif du Hollandais (de la mesure 3). Puis avec douceur, un cor anglais solo soutenu par des bois joue une mélodie qui sera le motif de la délivrance associé à Senta.

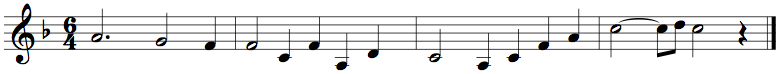
Leitmotiv de la Délivrance (ou du Salut), associé à Senta.

La seconde partie de l'ouverture s'étend des mesures 97 à 321, c'est un développement des motifs exposés dans la première partie de l'introduction. De nombreux autres motifs qui seront développés dans l'opéra y sont également exposés. Comme le leitmotiv du découragement, ou celui des chants de marins que nous retrouverons au début de l'acte III. Puis réapparait le motif de la délivrance à quatre reprises dans une nuance fortissimo et en ritenuto, alors Senta apparait sur scène et met un terme au développement du motif et annonce la partie conclusive de l'ouverture.
La troisième partie de l'ouverture débute à la mesure 322 avec un changement d'armure. Durant plusieurs mesures les motifs de la délivrance et de l'errance du Hollandais vont s'enchaîner (en ré majeur et ré mineur), signifiant l'accomplissement de la légende, ce qui reviendra à la fin du l'opéra dans le finale du troisième acte.

### Acte I
Le premier acte de l'opéra est divisé en trois parties (chacune correspondant à une scène), d'abord la no 1 : Introduction puis la no 2 : Récitatif et air et la no 3 - Scène, duo et chœur.

#### Introduction
Le premier acte s'ouvre avec une première partie intitulée Introduction, celle-ci peut-être divisée en trois parties.

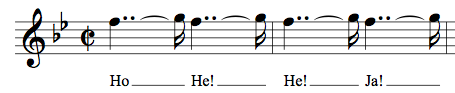
Chœur des marins dans l'acte (Introduction).

La première partie de la scène débute par des accents joués par les cuivres et un grondement des cordes en trémolo. Après plusieurs gammes chromatiques, le chœur répète longuement des syllabes sur une cellule rythmique (« Ho__ He!__, He!__  Ja!__ ») rappelant le leitmotiv de la Délivrance, le chœur conclut cette intervention en fa majeur (dominante du ton principal).
Daland (le capitaine du vaisseau norvégien) arrive alors sur scène pour exprimer son dépit d'avoir été emporté par la tempête, il s'exclame « Verwünscht » (« Malédiction! ») sur un saut de quarte qui relance le début du leitmotiv du Hollandais. La ligne mélodique est répétée alors que l'orchestre gronde toujours un souvenir de la tempête. Daland abandonne la garde du vaisseau au Pilote pour aller se reposer. Le Pilote s'abandonne à la rêverie dans un chant a cappella s'articulant en trois parties : « Mit Gewitter und Sturm aus fernem Meer, mein Mädel, bin dir nah! » (« Par les orages et les tempêtes, du confin des mers, ma mie, je fais route vers toi! »)
La deuxième partie commence dans un tempo plus rapide avec un accompagnement aux cordes, les thèmes évoquent une trame populaire, Wagner a avoué s'être inspiré de chansons folkloriques pour la composition de certaines mélodies.
Le troisième partie débute par neuf mesures de réminiscences du chant d'entrée des marins (« Ho__ He!__, He!__  Ja!__ »). Ensuite, l'atmosphère s'assombrit, les signes prémonitoires du sombre futur apparaissent, la voix atteint la note la plus aigüe de sa tessiture (si bémol) et l'orchestre enchaine les gammes chromatiques dans des crescendo puis dans un fortissimo Le cor en solo, lance alors le motif da la future danse des marins (Acte III, Scène 1). Le Pilote entame ensuite la deuxième strophe de son chant, la thématique est identique à la première, mais l'orchestre continue à être agité par des gammes chromatiques. Le leitmotiv du Hollandais réapparait joué par les cors et les bassons en si mineur. Puis repris fortissimo par tous les cuivres, deux mesures plus tard explose un fort coup de tam-tam, s'ensuit un decrescendo rapide, la reprise de la danse des marins, la reprise du chant des marins du début de l'acte et de nouveau le leitmotiv du Hollandais joué doucement aux trompettes puis aux cors.

#### Récitatif et air
La scène 2 du premier acte est constituée d'une partie intitulée : no 2 - Récitatif et air.
Le personnage du Hollandais sort de l'ombre progressivement (1er pas à la mesure 1, 2e pas à la mesure 3, 3e pas à la mesure 8), l'orchestre joue des accents, on y distingue un motif aux cordes graves, un avatar du leitmotiv de l'errance du Hollandais, la musique reste ambiguë constituée principalement de l'intervalle de septième diminuée (tierce mineur, quarte triton).
La ligne mélodique du Hollandais se dégage alors, d'abord instable et hasardeuse. Le récitatif va s'animer avec le più moto quand le Hollandais va s'adresser à l'océan (saut de quarte sur les mots « dein Trotz », « ton obstination »), après 8 mesures allegro la voix se brise et le récitatif est terminé.
À la suite de ce récitatif débute l'air écrit en do mineur et s'articulant en quatre parties suivant la pensée du Hollandais : la quête de mort, l'interrogation fervente, la vanité de l'espérance et l'unique espoir de salut dans l'anéantissement de l'univers.

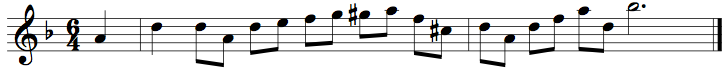
Leitmotiv de l'Errance du Hollandais.

La première partie est notée en allegro molto agitato, les cordes jouent des doubles cordes et le leitmotiv de l'errance du Hollandais va s'enchaîner avec le leitmotiv du Hollandais. Le Hollandais a alors une ligne mélodique sur un arpège descendant de do mineur. La phrase est en deux périodes de huit mesures, la première conclut sur la dominant (sol mineur) et la seconde offre une modulation inattendu en sol bémol majeur. Après avoir secoué la tonalité, Wagner met en place une pédale de dominante qui assure le retour en do mineur, dans lequel se termine en pianissimo la première partie de l'air du Hollandais.
« Le salut que je recherche à terre, jamais

je ne le trouverai! -A vous, vagues des océans du monde,

je resterai fidèle, jusqu'à ce que se brisera dernière des vôtres,

et que s'assèche sa dernière écume ! »
La deuxième partie est un maestoso en la bémol mineur, elle possède une ligne mélodique simple (« Dich frage ich, gepriesner Engel Gottes » - « Je te le demande, sublime ange de Dieu »), un crescendo sur un accord de la bémol mineur ouvre ensuite la brève troisième partie (« Vergebne Hoffnung! » - « Vaine espérance ! »). Un dernier mot : « Getan » fait éclater à l'orchestre un nouvel accord de la majeur. Quatre mesures après, l'orchestre repasse en nuance piano qui ramène l'orchestre dans des sonorités graves et au ton de do mineur.
Le 4e partie de l'air est plus développée, le Hollandais exprime son dernier espoir de rédemption dans un molto passionato. La mélodie, assez lente, s'élève par palier pour atteindre son premier sommet expressif sur les mots :  (« Nur eine Hoffnung » - « Un unique espoir »). Ceci est suivi d'une allusion au jour de la résurrection des morts avec un nouveau climax sur les deux dernières phrases du Hollandais. Les dernières paroles du Hollandais sont reprises pianissimo par l'équipage du Vaisseau fantôme (« Ew’ge Vernichtung, nimm uns auf ! » - « Éternel anéantissement, emporte-nous ! »). La scène se termine avec le retour du leitmotiv du Hollandais joué par le cor.

#### Scène, duo et chœur
La scène 3 de l'acte I est constituée d'une partie intitulée : no 3 - Scène, Duo et Chœeur.
La scène s'ouvre sur le réveil du Pilote par Daland. Ensuite commencent un dialogue entre Daland et le Hollandais, le dialogue est accompagné par l'orchestre avec des sonorités mystérieuses pour traduire les réponses énigmatiques du Hollandais face aux interrogations de Daland. Le leitmotiv de la solitude accompagne les paroles du Hollandais.

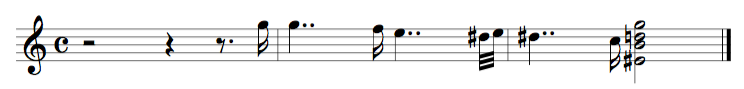
Leitmotiv de la Solitude du Hollandais.

Le Duo s'ouvre dans une atmosphère plus enjouée avec à l'orchestre des arpèges en pizzicati aux violons et des grupettos pour la ligne mélodique. La scène décrit une réjouissance mais n'est pas comique.
Le Pilote annonce le vent du sud et le chœur des matelots reprend le chant du Pilote du début de l'acte et la scène prend fin.

### Acte II
L'acte II de l'opéra est aussi divisé en trois parties (chacune correspondant à une scène), la no 4 : Scène, chanson et ballade, la no 5 : Duo et la no 6 Finale.
Le second acte débute par une scène à laquelle suit des réminiscences de la chanson des jeunes filles. Ensuite commence la ballade en la mineur. La ballade se divise en trois strophes, chacune des strophes commencent musicalement de la même façon ce qui souligne le caractère répétitif de l'errance du Hollandais.
Erik arrive à la fin de la ballade, il reste seul avec Senta et le no 5 Duo commence. Il y a un dialogue entre les deux personnages, Erik faisant des reproches à Senta qui lui répond vaguement et cherche à le fuir, le rythme des répliques s'accélère jusqu'à arriver à un fortissimo. La tension continue à augmenter jusqu'à la fin du dialogue, le leitmotiv de la délivrance réapparait et une cadence rompue vient terminer le duo. Dalland et le Hollandais entre alors dans la pièce.
Le Finale vient terminer l'acte II, celui-ci est rythmé par des roulements de timbales et reste mélodique avec une influence du Bel canto assez marquée. L'atmosphère et le style du passage change et devient plus calme. Une éclatante fanfare vient terminer ce Finale avec une question de Daland : « Senta, mein Kind, sag, bist auch du bereit ? » (« Senta, mon enfant, es-tu prête, toi aussi ? »).

### Acte III
Le troisième acte de l'opéra est divisé en deux parties (chacune correspondant à une scène), la no 7 : Scène et chœur et la no 8 - Finale (grand finale de l'opéra).
L'acte II s'enchaîne à l'acte III sans aucune coupure venant ainsi prolonger l'atmosphère de fête mise en place dans le finale du deuxième acte. Une courte introduction vient débuter cet acte et la musique passe de mi en do Majeur, une tonalité associé à des sentiments positifs tout au long de l'œuvre.

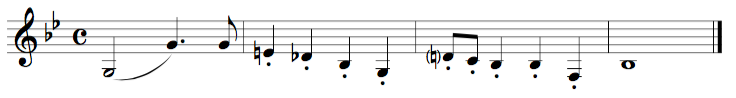
Motif de la Danse des Marins norvégiens présent dans la scène no 7.

Scène et chœur s'ouvre avec le motif de la Danse des marins joué par les cordes puis par tout l'orchestre. Ce motif est récurrent dans toute la première partie de la scène jusqu'au début du chœur.

### Leitmotive
Le leitmotiv est l'une des grandes innovations que Wagner a amené à l'opéra, signifiant « motif conducteur », il n'en invente pas l'idée, mais lui donne tout son sens. Il associe un thème ou une phrase musical à un personnage, un objet ou à un sentiment et celui-ci réapparait au fur et à mesure de l'œuvre. Wagner le veut court et simple pour qu'il soit facile à mémoriser.
Le premier leitmotiv à être exposé dans l'œuvre est le motif du Hollandais (à la mesure 3), celui-ci reviendra ensuite de manière fréquente tout au long de l'opéra, associé au personnage du Hollandais qui possède également d'autres leitmotive, comme celui de l'errance du Hollandais qui apparait quelques mesures plus tard. Juste après, le leitmotiv de la délivrance associé à Senta est exposé, on le retrouvera dans la Ballade de Senta (Acte II, Scène 1). Plusieurs leitmotive sont exposés rapidement dans l'ouverture de l'opéra (qui se veut une synthèse de l'œuvre), ils seront développés tout au long de l'opéra. Nous retrouvons donc dans la seconde partie de l'ouverture, les motifs conducteurs associés au marins, au découragement et au désir de la mort.

## Analyse littéraire
La rédaction du livret de Der Fliegande Holländer a permis à Wagner de découvrir son talent littéraire.

## Postérité

### Réception
La Revue et gazette musicale de Paris du 15 janvier 1843 annonce que les deux premières représentations de l'opéra ont été un succès et qu'il y eut beaucoup d'applaudissements pour les musiciens et les chanteurs. La revue annonce aussi un possible succès de longue durée pour cet opéra. Dans la revue du 26 février 1843, l'originalité de l'opéra est souligné (« tout est simple et dépourvu de ce que le public est habitué de voir dans les opéras de nos jours »).

## Discographie sélective
Rôles : le Hollandais volant (H), Senta (S), Daland (D), Erik (E), Mary (M) et le Pilote (P).
- 1937, Fritz Reiner avec Herbert Janssen (H), Kirsten Flagstad (S), Ludwig Weber (D), Max Lorenz (E), Marry Jarred (M) et Ben Williams (P), Covent Garden[48].
- 1944, Clemens Krauss avec Hans Hotter (H), Viorica Ursuleac (S), Georg Hann (de) (D), Karl Ostertag (E), Elisa Willer (M) et Franz Klarwein (P), Bayerische Staatsoper[48].
- 1950, Wilhelm Schüchter avec Hans Hotter (H), Helene Werth (S), Kurt Böhme (D), Bernd Aldenhoff (E), Res Fischer (M) et Helmut Krebs (P), Norddeutscher Rundfunk[49].
- 1955, Hans Knappertsbusch avec Hermann Uhde (H), Astrid Varnay (S), Ludwig Weber (D), Wolfgang Windgassen (E), Elisabeth Schärtel (M), Josef Traxel (P), Festival de Bayreuth (Orfeo).
- 1956, Joseph Keilberth avec George London (H), Astrid Varnay (S), Arnold van Mill (D), Josef Traxel (E), Elisabeth Schärtel (M) et Jean Cox (P), Festival de Bayreuth[50].
- 1959, Wolfgang Sawallisch avec George London (H), Leonie Rysanek (S), Josef Greindl (D), Fritz Uhl (E), Res Fischer (M) et Georg Paskuda (P), Festival de Bayreuth[50].
- 1971, Karl Böhm avec Thomas Stewart (H), Gwyneth Jones (S), Karl Ridderbusch (D), Hermin Esser (E), Sieglinde Wagner (M) et Harald Ek (P), Festival de Bayreuth[51].
- 1977, Georg Solti avec Norman Bailey (H), Janis Martin (S), Martti Talvela (D), René Kollo (E), Isola Jones (M) et Werner Krenn (P), Chœur et Orchestre symphonique de Chicago[51].
- 2025, Edward Gardner, avec Gérald Finley (H), Lise Davidsen (S), Brindley Sherratt (D), Eirik Grøtvedt (P), Stanislas de Barbeyrac (E),  Chœurs et orchestre de l'opéra national Norvégien - Decca